# Вільне (Джанкойський район)
Ві́льне (до 1948 — Фрайле́бен, крим. Frayleben, їд. פֿרייַ לעבן) — селище в Україні, в Джанкойському районі Автономної Республіки Крим. Населення становить 2059 осіб. Орган місцевого самоврядування — Вільненська селищна рада.

## Географія
Розташоване в південно-західній частині Джанкойського району, за 20 км від райцентру. За 2,5 км від селища проходить залізнична магістраль Харків — Керч, та за 5 км — автомобільна траса E105 Кіркенес — Ялта.

## Історія
У 20-ті рр. ХХ ст. на території селища євреї-колоністи заснували село Фрайлебен (їдиш — вільне життя), жителі якого займалися землеробством. Пізніше тут було організований колгосп «Фрайлебен».
На території селища був побудований аеродром, який прийняв перші літаки в травні 1940 р. Тут у 1940—1995 рр. базувався авіаційний полк ВПС Чорноморського флоту СРСР. У повоєнний час поблизу Фрайлебена розташувався військовий гарнізон Веселе, який одержав свою назву від найближчого села.
Після розпаду СРСР, в грудні 1991 р., почався занепад гарнізону Веселе. У 1995 р. авіаполк морської авіації був розформований, селище перейменоване в селище міського типу Вільне.

У березні 2014 року незаконно анексований Російською Федерацією.

## Соціальна сфера
Нині в селищі діють загальноосвітня школа, лікувальна амбулаторія, аптека, бібліотека, пожежна частина, Будинок культури, клуб, 4 магазини.

## Пам'ятники
У селищі споруджений пам'ятник воїнам-авіаторам і встановлені бюсти льотчикам полку — Героям Радянського Союзу, пам'ятний знак — радянський реактивний винищувач.
5 листопада 2009 року в селищі було встановлено пам'ятник-погруддя Володимиру Леніну.
У березні 2014 року незаконно анексоване Російською Федерацією.